# Manoa pahayokeensis
Manoa pahayokeensis är en tvåvingeart som beskrevs av Hermann Johannes Heinrich Jacobsen och Perry 2002. Manoa pahayokeensis ingår i släktet Manoa och familjen fjädermyggor.
Artens utbredningsområde är Florida. Inga underarter finns listade i Catalogue of Life.